# Леки крайцери тип „Дука д'Аоста“
Дука д'Аоста (на италиански: Emmanuele Filiberto Duca d’Aosta) са серия леки крайцери на италианския флот от времето на Втората световна война. Всичко от проекта за флота са построени 2 единици: „Дука д'Аоста“ (на италиански: Emmanuele Filiberto Duca d’Aosta) и „Еудженио ди Савоя“ (на италиански: Eugenio di Savoia). Серията е последващо развитие на – крайцерите от типа „Раймондо Монтекуколи“. Във военноморската литература са известни и като „Кондотиери D“ (Condottieri D). Те са прототип за крайцерите от типа „Киров“.

## Конструкция
В проекта на крайцерите са внесени изменения в посока усилване на защитата и подобряване на мореходността.

### Корпус
Леките крайцери от типа „Дука д'Аоста“ имат нитован корпус с полубак, който преминава в надстройка на горната палуба. Като цяло конструкцията е аналогична на първите две серии крайцери. Носовата част получава клиперски очертания с видим развал на шпангоутите за подобряване на мореходността. Полубакът има слабо издигане към форщевена. Височината на междупалубното пространство в средата на корпуса съставлява 2,25 m. Към краищата, зад пределите на МКО, постепенно се увеличава. При форщевена разстоянието между 1-вата средна и горната палуба достига 2,7 m, а при ахтерхщевена е 2,6 m. Системата на набора е смесена (средната част по надлъжната система, краищата по напречната). 21 водонепроницаеми напречни прегради делят корпуса на 22 отсека. Предполага се, че корабите ще могат да издържат наводняването на които и да е два съседни отсека. Напречната метацентрична височина при нормална водоизместимост е 1,52 m.

### Въоръжение
Главният калибър на кораба е представен от четири 152-mm двуоръдейни артилерийски установки, които са разположени линейно-терасовидно в носовата и кърмовата части на кораба. Те се отличават с мощна балистика, имат разделно-гилзово зареждане с клинов хоризонтално-плъзгащ се затвор. Боекомплектът на всяко оръдие съставлява по 250 изстрела. Системата за управление на огъня на артилерията на главния калибър се състои от централен автомат на стрелбата в централния артилерийски пост, командно-далекомерен пост с визьор с централно насочване и два 5-метрови стереодалекомери. Във втората и третата кули има допълнителни стереодалекомери с база 7,2 m и куполни автомати за стрелба, което дава възможност да се управлява огънят автономно.
Универсалният калибър е представен от три 100 mm сдвоени палубни арт-установки система Минизини с боекомплект от 250 изстрела на ствол (една е на диаметралната плоскост). При тези установки има полуавтоматично патронно зареждане и електрическа трансмисия за насочване, но по скорост на насочване, скорострелност и ефективност този универсален калибър вече почти не отговаря на изискванията към началото на войната. Има две групи (на десния и левия борд) морски прибора за управление на артилерийския зенитен огън с два зенитни автомата на стрелбата и два визирно-далекомерни поста с 3-метрови стереодалекомери.
Малокалибрената зенитна артилерия на кораба разполага с четири 37 mm сдвоени и осем 20 mm едностволни зенитни автомати на фирмата „Breda“: съвременни, но стрелящи по насочване само на стандартни оптически и диоптрически прицелни устройства.
Торпедното въоръжение е представено от два тритръбни 533-mm насочващи се торпедни апарата: всяко има 12 торпеда, 6 от които са в апаратите и още 6 на стелажи близо до надстройката, без бойните детонатори. В хода на войната обаче от торпедате се отказват, тъй като съхраняването им е доста опасно, а потребността от тях – малка: освободеното тегло се използва за допълнителен боезапас за зенитните автомати.
На корабите има и два бомбомета и два кърмови бомбохвъргача за противолодъчни дълбочинни бомби. При претоварване крайцерът приема на минни пътеки по горната палуба морски мини (до 150 броя, в зависимост от образеца). На шкафута на крайцера има въртящ се катапулт, на който се съхраняват два хидросамолета биплан IMAM Ro.43.

### Брониране
Броневата цитадела се простира от 187 до 27 шпангоут (тук е приета обратната система за броене на шпангоутите, с начало от кърмовия перпендикуляр), като се формира от 70 mm долен и 20 mm горен брониран пояс, 35 mm надлъжна бронирана преграда (отстояща на 3,5 m от главния броневи пояс) и 20 mm бронева платформа, съединяваща техните основи. Допълнително са поставени 50 mm носова и кърмова траверси, а също 30…35 mm главна бронирана и 12…15 mm горна палуба и палуба на полубака, което е повече отколкото при британските „Леандъри“ и „Саутхемптъни“. Кулите на главния калибър се защитават от вертикална 90 mm броня с 45 mm покрив. Барбетите на кулите на главния калибър са над горната палуба и са прикрити от 50 mm броня, а под нивото на горната палуба бронята е 45 mm, близо към погребите нейната дебелина намалява до 30 mm. Щитовете на универсалните 100-mm оръдия имат 8 mm защита. Бойната рубка има 100 mm вертикална броня, покрив – 30 mm. Комбинацията между пояса и изнесената навътре преграда дава добра защита срещу снаряди с малко забавяне или такива снабдени с взриватели с мигновенно действие (с първия тип обикновено са снабдени полубронебойните снаряди, с вторите – фугасните). При „Condottieri“ от четвъртата серия теглото на бронята достига 1700 t или 22% от стандартната водоизместимост, най-накрая количеството преминава в качество – вече има прилична зона на неуязвимост от 152-mm снаряди, макар и да няма такова от 203-mm.

### Главна енергетична установка
Енергетичната установка се състои от три котелни отделения, в които има шест 4-колекторни водотръбни котела Yarrow с вертикални паропрегревателя (производителност – по 80 t/h, с налягане до 25 kg/cm² и температура до 350 °С). В двете машинни отделения има два трикорпусни ГТЗА система Parsons с номинална мощност по 55 000 к.с. всеки на 250 r/min при гребния вал. На кораба има два спомагателни котела. Проектната скорост при нормална водоизместимост съставлява 36,5 възела. Реалната скорост на крайцерите в открито море съставлява около 34 възела.
Електроенергетичната установка включва четири турбогенератора по 160 kW, поставени сдвоено в носовото и кърмовото машинни отделения, и два дизел-генератора със същата мощност, разположени в носовото и кърмовото отделения под водолинията зад пределите на бронираната цитадела. В силовата електромрежа се използва постоянен ток с напрежение от 220 V. Запасите мазут съставлява 1635 t, на турбинно масло – 70 t, котелната вода е 253 t, питейната – 59 t.

## История на службата
„Дука д'Аоста“ е заложен на 29 октомври 1932 г. Спуснат е на вода на 22 април 1934 г. Влиза в строй на 13 юли 1935 г. На 6 февруари 1949 г. е предаден на СССР. Преименуван е на „Сталинград“, а после на „Керч“ и влиза в състава на Черноморския флот, докато не е изключен от списъците му на 20 февруари 1959 г.
„Еудженио ди Савоя“ е заложен на 6 юли 1933 г. Спуснат на вода на 16 юни 1935 г. Влиза в строй на 16 януари 1936 г. Наречен е в чест на Евгений Савойски. Предаден е като репарация на Гърция през юли 1950 г. и е преименуван на „Ели II“ (в чест на крайцера „Ели“). В състава на ВМС на Гърция е до 1973 г.

## Оценка на проекта
Кондотиерите серия D стават върха на развитието на типа крайцери предназначени за борба с френските контраминоносци. Крайцерите от сериите C и D напълно съответстват на тези задачи, за които са направени. Бронирането на тази и предходната серии напълно отговаря на задачата да защити корабите от огъня на 138 mm оръдия. Кучността на оръдията на тези четири крайцера, както показва сравнителната статистика от боевете, е на нивото на британците.
Но за борбата с британските крайцери хоризонталната защита е недостатъчно надеждна, вертикалната при типа „Монтекуколи“ е съпоставима, а при типа „Аоста“ превъзхожда близките по размер британски „Линдери“ и „Фиджи“, като чувствително ги превъзхожда по % брониране по водолинията. Съществуват мнения, основаващи се на опита от войната в Тихия океан, например на Дейвид Браун, че вертикалната броня е излишна за крайцерите въобще. Но в Средиземноморието това не е така, защото ако за Тихия океан основни са бронебойните снаряди, то тук това са фугасните. Тъй като „Аостите“ се прехвърлят в разряда на 8000-тонниците, то за своята водоизместимост те са недостатъчно въоръжени. Но високата им скорост позволява да прехващат конвои, да поставят най-отговорните минни заграждения. Активното им използване и успехи кондотиерите C и D дължат преди всичко на тяхната висока скорост. Единственият им явен недостатък е липсата при италианците на артилерийски радар.
| Сравнителни характеристики с аналозите на проекта | Сравнителни характеристики с аналозите на проекта  | Сравнителни характеристики с аналозите на проекта          | Сравнителни характеристики с аналозите на проекта | Сравнителни характеристики с аналозите на проекта | Сравнителни характеристики с аналозите на проекта | Сравнителни характеристики с аналозите на проекта                |
| Основни елементи                                  | Франция · „Ла Галисониер“                          | Великобритания · „Пърт“                                    | Италия „Раймондо Монтекуколи“                     | Италия · „Дука д’Аоста“                           | СССР · „проект 26-бис“                            | Великобритания · „Фиджи“                                         |
| ------------------------------------------------- | -------------------------------------------------- | ---------------------------------------------------------- | ------------------------------------------------- | ------------------------------------------------- | ------------------------------------------------- | ---------------------------------------------------------------- |
| Водоизместимост, стандартна/ пълна, t             | 7600/9100                                          | 6980/8965                                                  | 7431/8853                                         | 8317/10 374                                       | 8177/9792                                         | 8530 – 8735/10 450—11 086                                        |
| Съдова енергетична установка, к.с.                | 84 000                                             | 72 500                                                     | 106 000                                           | 110 000                                           | 110 000                                           | 72 500                                                           |
| Максимална скорост, възела                        | 31                                                 | 32,5                                                       | 37                                                | 36,5                                              | 35                                                | 31,5                                                             |
| Далечина на плаване, мили на скорост, възела      | 5500 (18)                                          | 7000 (15)                                                  | 4122 (18)                                         | 3900 (14)                                         | 4880 (17,8)                                       | 6520 (13)                                                        |
| Артилерия на главния калибър                      | 3×3 – 152 mm                                       | 4×2 – 152 mm                                               | 4×2 – 152 mm                                      | 4×2 – 152 mm                                      | 3×3 – 180 mm                                      | 4×3 – 152 mm                                                     |
| Универсална артилерия                             | 4×2 – 90 mm                                        | 4×2 – 102 mm                                               | 3×2 – 100 mm                                      | 3×2 – 100 mm                                      | 6×1 – 100 mm                                      | 4×2 – 102 mm                                                     |
| Лека зенитна артилерия                            | 4×2 – 13,2 mm                                      | 3×4 – 12,7 mm                                              | 4×2 – 37 mm, 4×2 – 13,2 mm                        | 4×2 – 37 mm, 4×2 – 13,2 mm                        | 9×1 – 45 mm/46, 4×1 – 12,7 mm                     | 2×4 – 40 mm, 2×4 – 12,7 mm                                       |
| Торпедно въоръжение                               | 2×2 – 550 mm ТА                                    | 2×4 – 533 mm ТА                                            | 2×2 – 533 mm ТА                                   | 2×3 – 533 mm ТА                                   | 2×3 – 533 mm ТА                                   | 4×3 – 533 mm ТА                                                  |
| Брониране, mm                                     | пояс – 105+20, палуба – 38, кули – 100, рубка – 95 | пояс – 76, палуба – 32, кули и барбети – 25, погреби до 89 | пояс – 60+30, палуба – 30, кули – 70, рубка – 100 | пояс – 70+30, палуба – 35, кули – 90, рубка – 100 | пояс – 70, палуба – 50, кули – 70, рубка – 150    | пояс – 83, палуба – 51, кули – 51, барбети – 25+25, погреби – 83 |
| Екипаж, души                                      | 674                                                | 570                                                        | 648                                               | 694                                               | 897                                               | 733 – 920                                                        |

## Коментари
1. ↑  Всички данни са към юни 1940 г.